# 100 найвизначніших британців

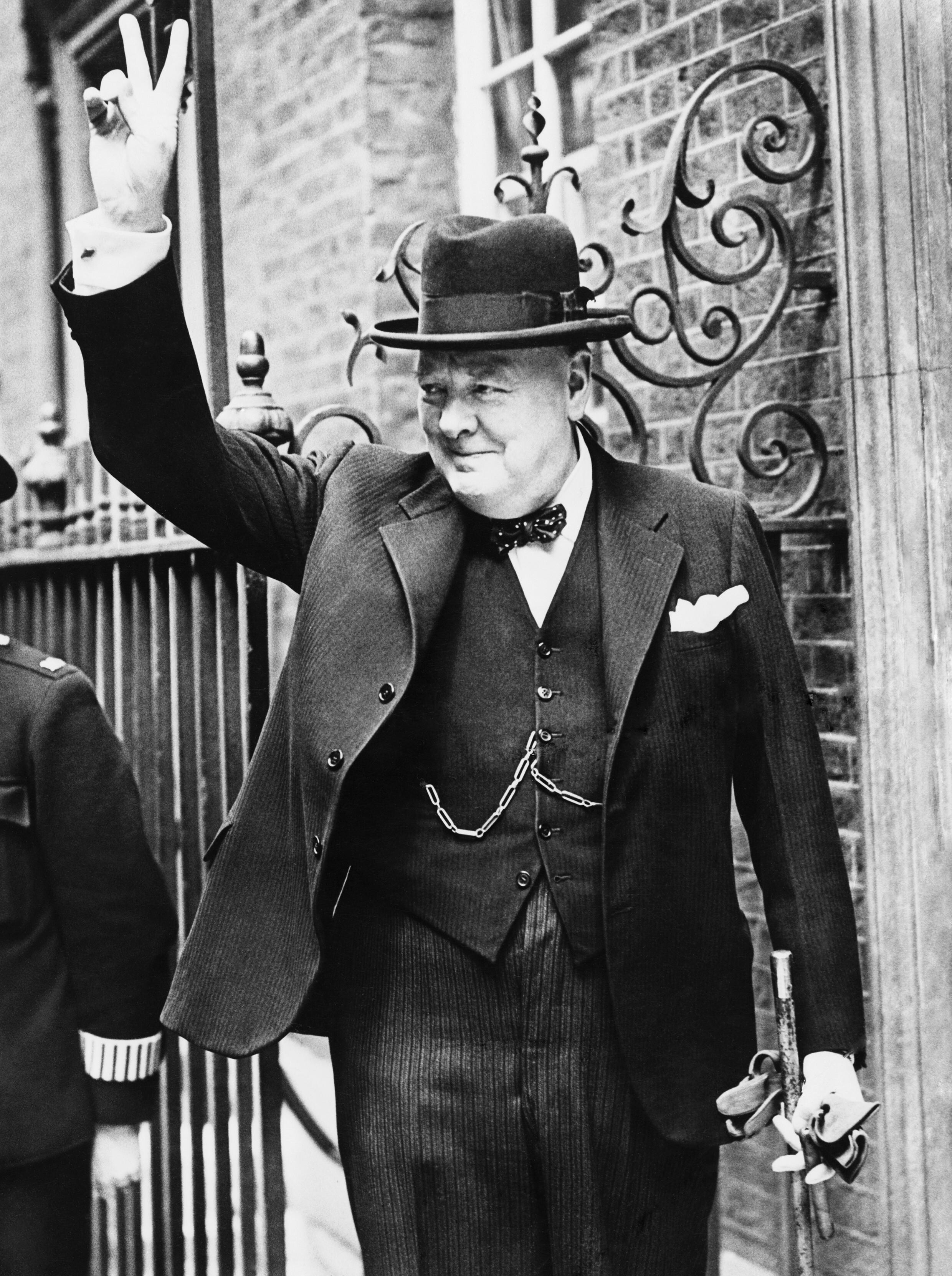
Вінстон Черчилль показує знаменитий знак V

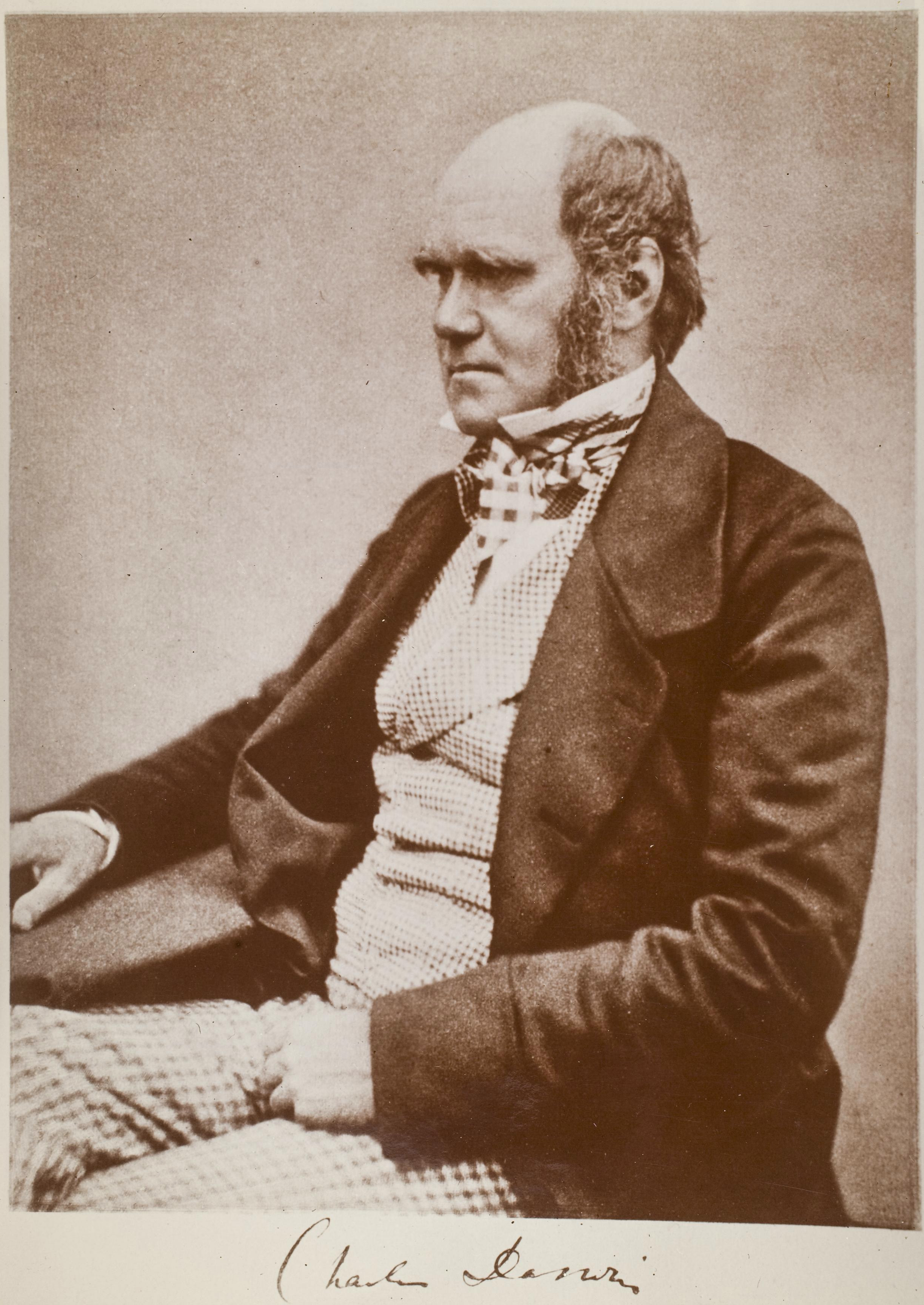
Чарльз Дарвін

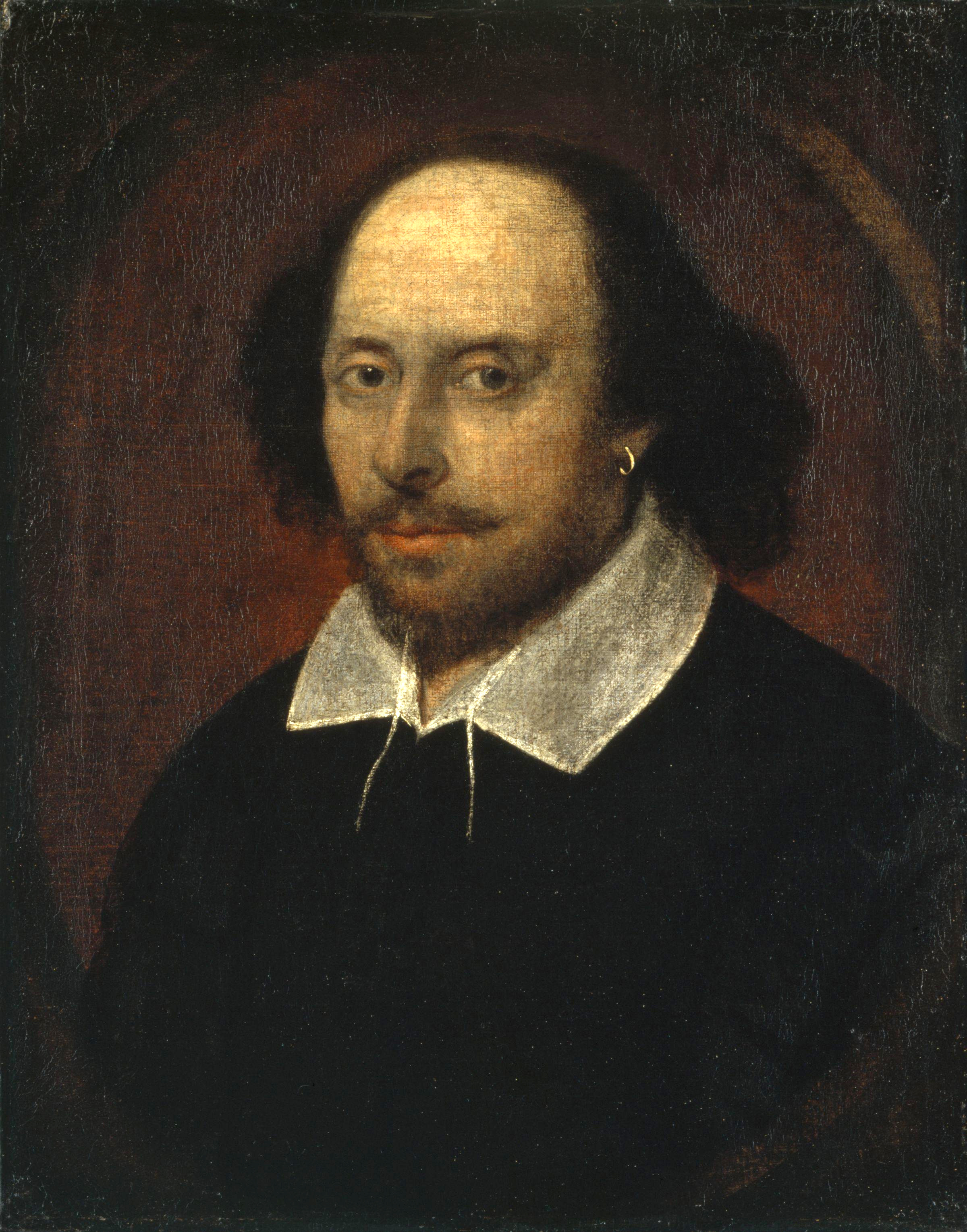
Вільям Шекспір

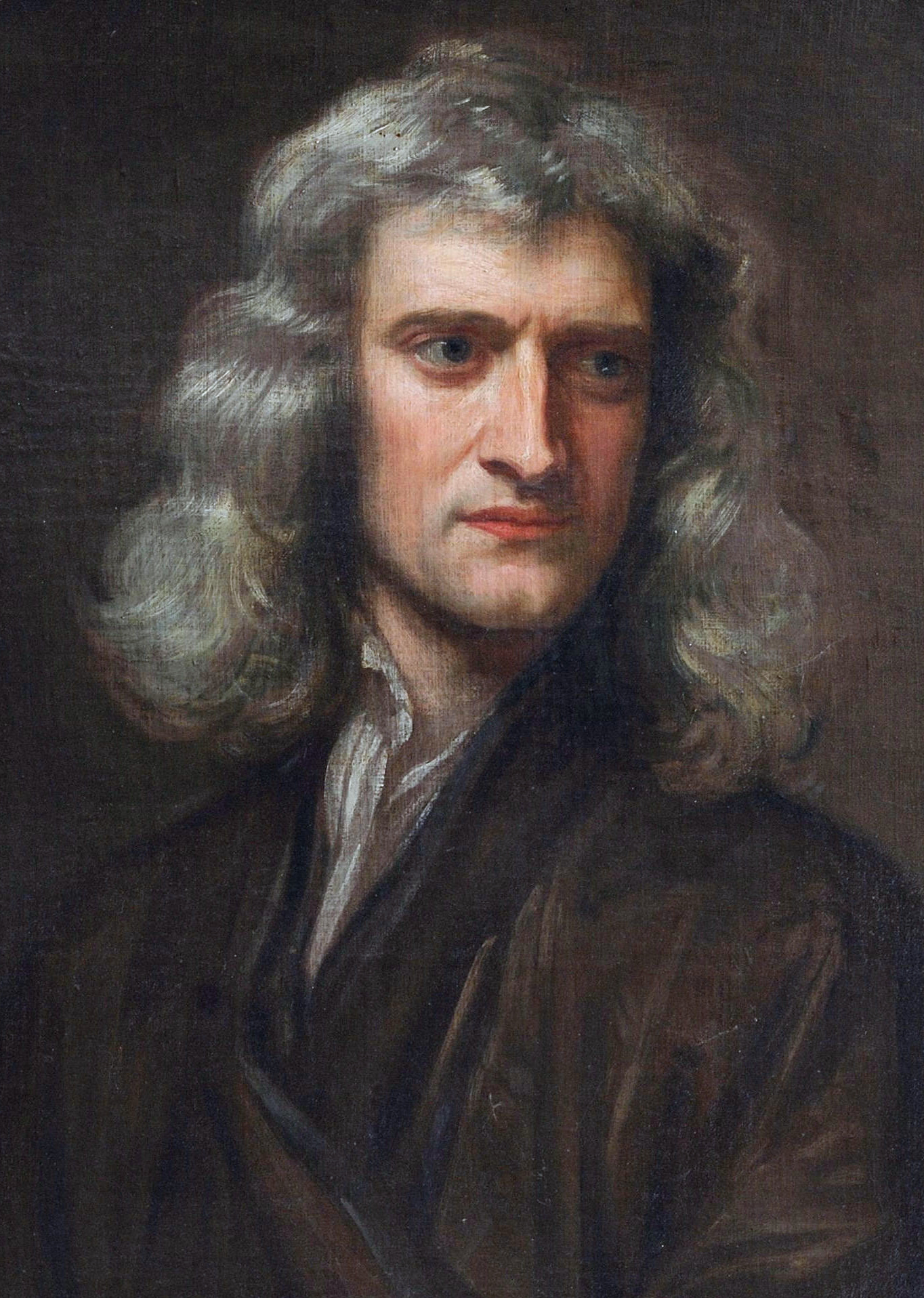
«Математичні начала» Ісаака Ньютона заклали основи механіки, фізики та астрономії

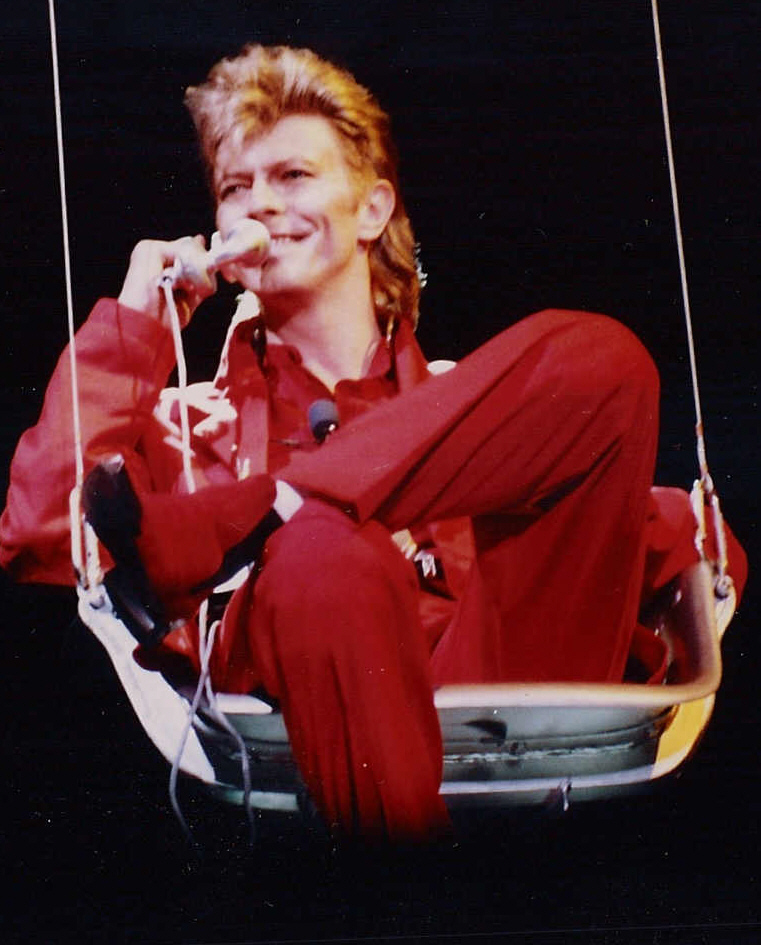
Девід Бові на концерті

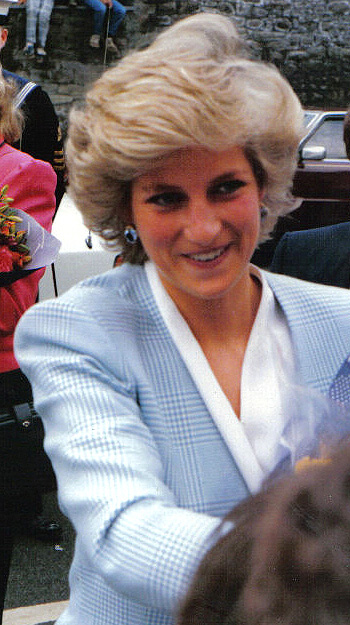
Принцеса Діана і дотепер залишається однією з найпопулярніших персон Британії

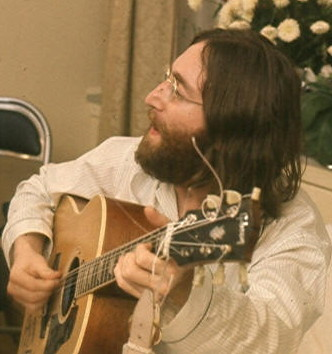
Джон Леннон виконує пісню Give Peace a Chance.

«100 найвизначніших британців» (англ. 100 Greatest Britons) — британська теле- і радіопрограма, яка вийшла в 2002 році на телеканалі та радіостанції «Бі-бі-сі», присвячена вибору ста найвизначніших особистостей в історії Великої Британії. У рамках програми проводилося спеціальне голосування серед мешканців Великої Британії, щоб вибрати сто найвідоміших британців і після дебатів вибрати найвидатнішого представника королівства. Цикл передач включав програми, присвячені конкретним персонам, які ввійшли в першу десятку списку найвидатніших британців, з глядачами, які мали додаткові можливості для голосування після кожної програми. Після опитування відбулися дебати, згідно з якими і був складений підсумковий рейтинг британців.
До підсумкової першої десятки рейтингу не потрапив жоден британець, який був живим на момент проведення опитування. Найвище місце серед тоді живих людей посіла Маргарет Тетчер, яку помістили на 16 сходинку. Найвизначнішим британцем визнали сера Вінстона Черчилля, прем'єр-міністра Великої Британії від 1940 до 1945 і від 1951 до 1955 року. Верхні 19 рядків посіли люди англійського походження (хоча сер Ернест Шеклтон і Артур Веллслі, перший герцог Веллінгтон, обидва народилися в англо-ірландських сім'ях на території, яка нині належить до Ірландської Республіки). Шотландським кандидатом з найвищим рейтингом став Александер Флемінг, який посів 20-е місце; серед валлійців найвище піднявся Овайн Гліндур, досягнувши 23 рядка. Діяльність шістдесяти британців, які опинилися в списку, припала на XX століття. Рінго Старр став єдиним учасником The Beatles, який не потрапив до списку.
Цікаво, що до підсумкового списку ста британців потрапили наступні особи: Гай Фокс, страчений за спробу підірвати парламент Англії; Олівер Кромвель, який створив республіканську Англію; король Річард III, підозрюваний у вбивстві своїх племінників; Джеймс Конноллі, ірландський націоналіст і соціаліст, якого стратили за наказом корони 1916 року, а в рейтингу посів 64-е місце; творець популярного ситкому Some Mothers Do 'Ave' Em  Майкл Кровфорд. Також до списку увійшли деякі відомі небританські персони, у тому числі двоє ірландських підданих, музиканти-філантропи Боно і Боб Гелдоф. Крім того, багато кандидатів представляли епохи, коли ще не існував культ британськості.

## Підсумковий рейтинг
Через особливості опитування, створеного з метою вибрати і оцінити найвидатніших британців, результати не претендують на об'єктивність. Люди, які відмічені символом (*), також з'явилися в списку «100 найгірших британців», який склав телеканал Channel 4.
1. Сер Вінстон Черчилль, (1874—1965), прем'єр-міністр (1940—1945, 1951—1955).
2. Ісамбард Кіндом Брунель, (1806—1859), англійський інженер, творець Великої Західної залізниці, інженер-будівельник. Як кораблебудівник, побудував багато чудових суден.
3. Принцеса Діана (1961—1997), британська аристократка з королівської родини Спенсер-Черчилль, перша дружина принца Чарльза (1981—1996), мати принца Уельського, Вільяма і Гарі.
4. Чарльз Дарвін (1809—1882), натураліст, автор теорії еволюції шляхом природного відбору і автор праці «Походження видів».
5. Вільям Шекспір (1564—1616), англійський поет і драматург.
6. Сер Ісаак Ньютон (1643—1727), фізик, математик, астроном, натураліст і алхімік.
7. Королева Єлизавета I (1533—1603), монарх (правила 1558—1603).
8. Джон Леннон (1940—1980), музикант, учасник групи  The Beatles , філантроп, активіст руху за мир, художник.
9. Віце-адмірал Гораціо Нельсон, перший віконт Нельсон (1758—1805), англійський флотоводець, віце-адмірал.
10. Олівер Кромвель (1599—1658), лорд-протектор.
11. Сер Ернест Шеклтон (1874—1922), дослідник Антарктики.
12. Капітан Джеймс Кук (1728—1779), англійський дослідник, мореплавець.
13. Роберт Бейден-Павелл, перший барон Бейден-Павелл (1857—1941), британський воєначальник, засновник скаутського руху.
14. Альфред Великий (849?-899), першим з королів Вессекса використав в офіційних документах титул «король Англії» (правив 871—899).
15. Артур Веллслі, перший герцог Веллінгтон (1769—1852), англійський полководець і державний діяч, англійський фельдмаршал, прем'єр-міністр (1828—1830 і 1834).
16. Маргарет Тетчер (* 3) (1925—2013), 71-й прем'єр-міністр Великої Британії (1979—1990).
17. Майкл Кроуфорд (народився в 1942), англійський актор і співак.
18. Королева Вікторія (1819—1901), монарх (правила 1837—1901).
19. Сер Пол Маккартні (народився в 1942), музикант, учасник гурту The Beatles, філантроп, активіст.
20. Сер Александер Флемінг (1881—1955), шотландський бактеріолог і фармаколог, який відкрив пеніцилін.
21. Алан Тюрінг (1912—1954), англійський математик, логік, криптограф, піонер комп'ютеризації.
22. Майкл Фарадей (1791—1867), фізик, хімік, основоположник вчення про електромагнітне поле, член Лондонського королівського товариства (1824).
23. Овайн Гліндур (1359—1416), принц Уельський.
24. Королева Єлизавета II (* 10) (1926—2022), монарх, королева і голова держави Сполученого Королівства Великої Британії та Північної Ірландії та 15-ти країн Співдружності націй (правила 1952—2022).
25. Професор Стівен Гокінг (1942—2018), фізик-теоретик.
26. Вільям Тіндейл (1494—1536), англійський науковець-гуманіст, протестантський реформатор і перекладач Біблії.
27. Еммелін Панкгерст (1858—1928), англійська борчиня за виборчі права для жінок, лідерка руху суфражисток.
28. Вільям Вілберфорс (1759—1833), британський політик і філантроп, лідер парламентського Аболіціонізму.
29. Девід Бові (1947—2016), музикант і актор.
30. Гай Фокс (1570—1606), англійський революціонер, учасник Порохової змови.
31. Леонард Чешир, барон Чеширський[en] (1917—1992), авіатор і філантроп.
32. Ерік Моркамб[en] (1926—1984), комедійний артист
33. Девід Бекхем (* 91) (народився 1975 року), англійський футболіст.
34. Томас Пейн (1737—1809), англійський політик, філософ, якого прозвали «хрещеним батьком США».
35. Боудіка (померла в 61 році), лідерка кельтського опору в часи Римської імперії.
36. Сер Стівен Редгрейв (народився в 1962), британський весляр, володар найбільшої кількості золотих олімпійських медалей серед всіх британців.
37. Святий Томас Мор (1478—1535), англійський юрист, політик, мислитель, письменник. Святий Католицької церкви.
38. Вільям Блейк (1757—1827), англійський поет і художник, містик і візіонер.
39. Джон Гаррісон (1693—1776), англійський винахідник, годинникар-самоучка.
40. Король Генріх VIII (1491—1547), монарх (правив 1509—1547)
41. Чарльз Діккенс (1812—1870), англійський письменник, гуманіст, класик світової літератури.
42. Сер Френк Віттл (1907—1996), англійський інженер-конструктор. Батько турбореактивного авіаційного двигуна.
43. Джон Піл (1939—2004), британський радіоведучий і диск-жокей.
44. Джон Берд (1888—1946), шотландський інженер, який здобув популярність завдяки створенню першої механічної телевізійної системи.
45. Еньюрін Бівен (1897—1960), політик-лейборист валлійського походження, один з лідерів лівого крила лейбористів, творець Національної системи охорони здоров'я Великої Британії.
46. Бой Джордж (народився 1961 року), англійський музикант, учасник гурту Culture Club.
47. Сер Дуглас Роберт Бадер (1910—1982), авіатор і філантроп.
48. Сер Вільям Воллес (c.1270-1305), шотландський лицар і воєначальник, ватажок шотландців у війні за незалежність від Англії.
49. Сер Френсіс Дрейк (c.1540-1596), англійський мореплавець, корсар, віце-адмірал (1588), баронет часів Єлизавети I.
50. Джон Веслі (1703—1791), англійський протестантський проповідник, один із засновників (разом із Джорджем Вайтфілдом) методизму.
51. Король Артур, легендарний кельтський монарх.
52. Флоренс Найтінгейл (1820—1910), англійська медсестра, соціальна реформаторка, феміністка, статистик, засновниця сучасного медсестринства.
53. Томас Едвард Лоуренс (Лоуренс Аравійський) (1888—1935), британський офіцер і письменник, який зіграв велику роль у Великому арабською повстанні 1916—1918 років.
54. Роберт Фолкон Скотт (1868—1912), один з першовідкривачів Південного полюса в 1912 році.
55. Джон Енох Павелл (1912—1998), політик.
56. Сер Кліфф Річард (* 29) (народився в 1940), музикант.
57. Александер Грем Белл (1847—1922), американський науковець, винахідник і бізнесмен шотландського походження, один з основоположників телефонії.
58. Фредді Мерк'юрі (1946—1991), музикант, вокаліст гурту Queen.
59. Джуліі Ендрюс (народилася в 1935), англійська акторка і співачка.
60. Сер Едуард Елгар (1857—1934), англійський композитор.
61. Королева Єлизавета Боуз-Лайон (1900—2002), королева-мати, королева-консорт Сполученого Королівства в 1936—1952 (у шлюбі з королем Георгом VI).
62. Джордж Гаррісон (1943—2001), музикант, учасник групи The Beatles.
63. Сер Девід Аттенборо (народився в 1926), натураліст, журналіст і телеведучий.
64. Джеймс Конноллі (1868—1916), ірландський націоналіст і соціаліст, лідер ірландського повстання 1916.
65. Джордж Стефенсон (1781—1848), англійський винахідник, інженер-механік. Всесвітню популярність здобув завдяки паровозу, якого він винайшов.
66. Сер Чарлі Чаплін (1889—1977), англійський комік і режисер.
67. Тоні Блер (* 1) (народився в 1953), прем'єр-міністр (1997—2007).
68. Вільям Кекстон (бл. 1422—1491), англійський першодрукар. У 1470-х роках заснував першу друкарню в Лондоні.
69. Боббі Мур (1941—1993), футболіст і капітан збірної Англії, яка виграла Фінал чемпіонату світу з футболу 1966.
70. Джейн Остін (1775—1817), англійська письменниця, провісниця реалізму в британській літературі, основоположниця сімейного, «жіночого роману».
71. Вільям Бут (1829—1912), британський проповідник, засновник Армії порятунку і її перший генерал.
72. Король Генріх V (1387—1422), монарх (правив 1413—1422).
73. Алістер Кроулі (1875—1947), окультист, засновник вчення Телема, автор безлічі окультних творів, у тому числі «Книги закону».
74. Роберт I (1274—1329), шотландський монарх, організатор оборони країни в початковий період війни за незалежність проти Англії.
75. Сер Боб Гелдоф (народився в 1951), ірландський музикант, філантроп.
76. Невідомий солдат, солдат Першої світової війни.
77. Роббі Вільямс (* 17) (народився в 1974), музикант і колишній учасник гурту Take That.
78. Едвард Дженнер (1749—1823), англійський лікар, піонер вакцинації, розробив першу вакцину — проти натуральної віспи.
79. Девід Ллойд Джордж, перший Граф Ллойд Джордж (1863—1945), прем'єр-міністр (1916—1922).
80. Чарльз Беббідж (1791—1871), математик, піонер комп'ютеризації, винахідник першої обчислювальної машини.
81. Джеффрі Чосер (1340 / 1345—1400), поет, «батько англійської поезії», один із творців англійської літератури.
82. Король Річард III (1452—1485), монарх (правив 1483—1485).
83. Джоан Роулінг (народилася в 1965), британська письменниця, сценаристка, кінопродюсер, авторка серії романів про Гаррі Поттера.
84. Джеймс Ватт (1736—1819), шотландський інженер, винахідник-механік. Винайшов Паровий двигун, який поклав початок промислової революції.
85. Сер Річард Бренсон (* 86) (народився в 1950), бізнесмен і мандрівник.
86. Боно (народився 1960 року), ірландський музикант, вокаліст рок-гурту U2, філантроп.
87. Джон Лайдон (Джоні Роттен) (народився в 1956 році), англійський музикант, вокаліст гурту Sex Pistols.
88. Бернард Лоу Монтгомері, перший Віконт Монтгомері Аламейн (1887—1976), британський фельдмаршал (1944), воєначальник Другої світової війни.
89. Дональд Кемпбелл (1921—1967), спортсмен, встановив світовий рекорд зі швидкості на воді.
90. Король Генріх II Плантагенет (1133—1189), монарх (правив 1154—1189).
91. Джеймс Клерк Максвелл (1831—1879), шотландський фізик.
92. Джон Рональд Толкін (1892—1973), творець роману «Володар перснів».
93. Сер Волтер Релі (1552—1618), англійський придворний, державний діяч, авантюрист і поет.
94. Король Едуард I (1239—1307), монарх (правив 1272—1307).
95. Сер Барнс Волліс (1887—1979), англійський науковець, інженер і винахідник. Здобув популярність як творець спеціалізованих авіаційних бомб — стрибучої бомби.
96. Річард Бартон (1925—1984), уельський актор[1]
97. Тоні Бенн (1925—2014), англійський політик.
98. Девід Лівінгстон (1813—1873), шотландський місіонер, дослідник Африки.
99. Сер Тім Бернерс-Лі (народився 1955 року), науковець, винахідник URI, URL, HTTP, HTML і Всесвітньої павутини (спільно з Робертом Кайо), чинний глава Консорціуму Всесвітньої павутини.
100. Мері Стоупс (1880—1958), британська феміністка, письменниця та палеоботанік, піонерка ідеї контрацепції.

Програма «100 найгірших британців» з'явилася на телеканалі Channel 4 як відповідь на шоу «100 найвизначніших британців». Внаслідок сильно поляризованих думок про роботу, життя або спадщину деякі особистості потрапили потрапили до обох списків — зокрема, це стосується Маргарет Тетчер, Тоні Блера і нині чинного монарха, Єлизавети II. Channel 4 відмовився приймати голоси за мертвих кандидатів, оскільки це шоу мало значно менш серйозний характер і вів його комік Джиммі Карр.